# Dendrophthoe vitellinus
Dendrophthoe vitellinus là một loài thực vật có hoa trong họ Loranthaceae. Loài này được (F.Muell.) Tiegh. mô tả khoa học đầu tiên năm 1895.

## Hình ảnh

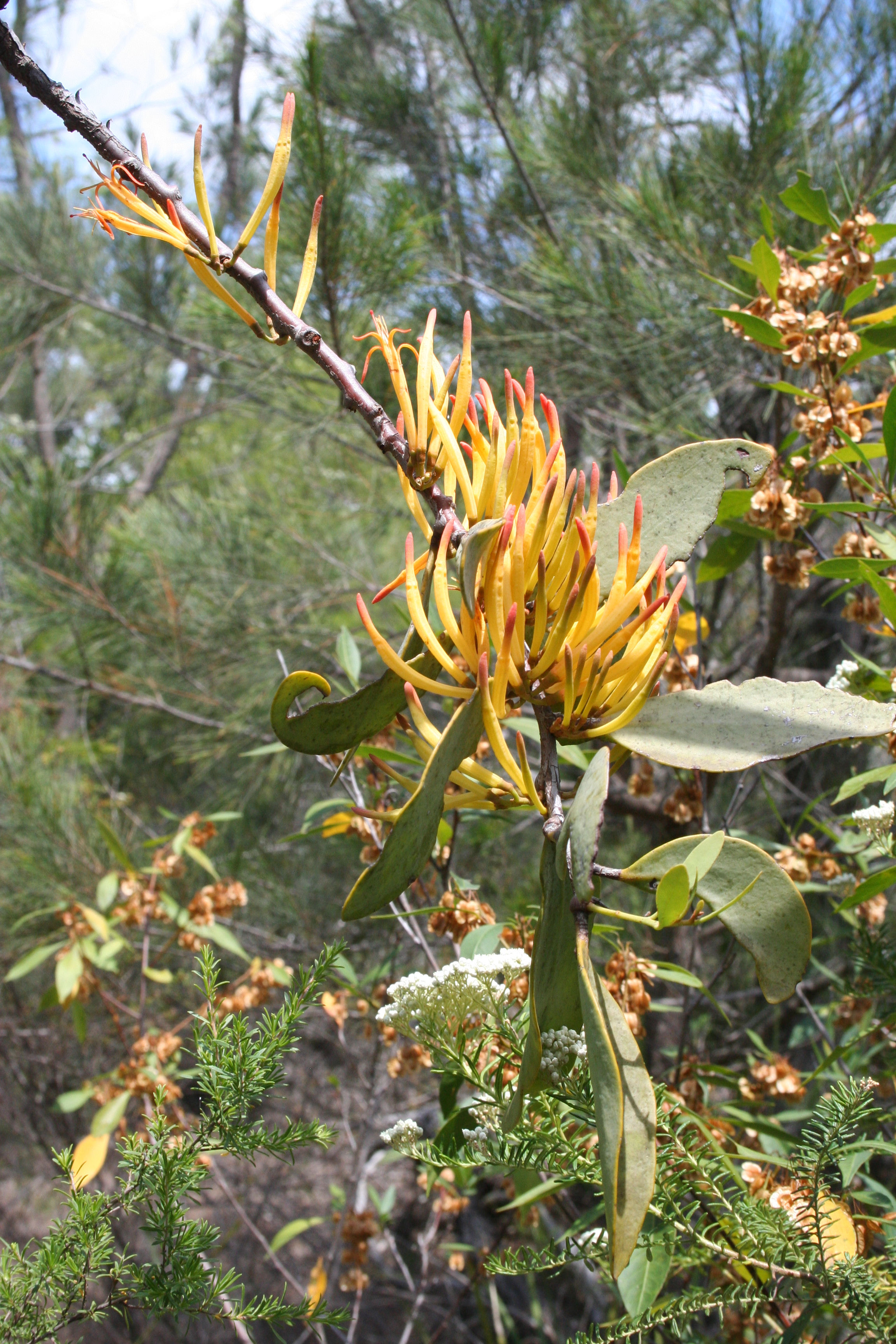